# Ebrahim Hakimi

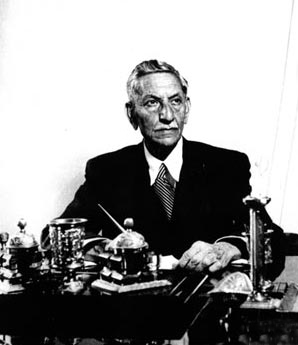
Ebrahim Hakimi

Ebrahim Hakimi (persisch ابراهیم حکیمی; auch bekannt als حکیم‌الملک Hakim-al-Molk; * 1871 in Täbris; † 19. Oktober 1959 in Teheran) war ein einflussreicher iranischer Politiker, Minister und Premierminister Irans.

## Leben
Ebrahim Hakimi wurde 1871 in Täbris geboren. Seine Familie stellte seit dem frühen 17. Jahrhundert die Ärzte am Hofe der iranischen Könige. So war es für Ebrahim bereits vorbestimmt, dass er einmal Arzt werden sollte. Nach dem Schulbesuch am Dar-ol Fonun studierte ab 1894 in Paris Medizin. 1902 kehrte er in den Iran zurück. Nach dem Tod seines Onkels erbte er den Titel Hakim al-Molk.
1905 brach im Iran die Konstitutionelle Revolution aus. Ebrahim Hakim wurde als Abgeordneter ins erste iranische Parlament (Madschles) gewählt und entwickelte sich rasch zu einem führenden Politikern der Demokratischen Partei. Als Mohammed Ali Schah sich gegen die konstitutionelle Bewegung stellte, war es Ebrahim Hakimi, der mit Ali Akbar Dehchoda und Seyyed Hassan Taqizadeh ein Komitee der Nationalen Revolution gründeten, um Parlament und Verfassung zu verteidigen.
Als Mohammed Ali Schah 1908 das Parlament auflöste und die Führer der konstitutionellen Bewegung verhaften ließ, brachte Ebrahim Hakimi sich in die französische Botschaft in Sicherheit. Nach der Niederlage Mohammad Ali Schahs und dessen Flucht in die russische Botschaft war es Hakimi, der mit seinen verbliebenen ehemaligen Parlamentskollegen die Regierungsgeschäfte übernahm, Mohammad Ali Schah formell absetzte und seinen minderjährigen Sohn Ahmad Schah zum Schah bestimmte. Ebrahim Hakimi war auch Mitglied des Parlamentsausschusses, der mit Mohammad Ali Schah und dem russischen Botschaft die finanziellen Bedingungen für den Regentenwechsel aushandelten (Mohammad Ali Schah erhielt eine lebenslange Rente von jährlich $ 80.000 und musste Iran für den Rest seines Lebens verlassen).
Hakimi übernahm als eine Art parlamentarischer Hofminister die Geschäfte des Hofes und war damit auch für die Erziehung und Ausbildung von Ahmad Schah zuständig. 1910 wurde Hakimi Finanzminister im Kabinett von Premierminister Hassan Mostofi. 1911 wurde Hakimi Bildungsminister. Als eine seiner ersten Amtshandlungen ließ er im Parlament das erste Ausbildungsförderungsgesetz des Iran verabschieden. Nach diesem Gesetz erhielten pro Jahr dreißig Studenten ein fünfjähriges Stipendium für ein Studium im Ausland.
Im Verlauf des Putsches von 1921 von Seyyed Zia al Din Tabatabai wurde Ebrahim Hakimi verhaftet und kam erst nach der Absetzung Tabatabais nach 100 Tagen wieder aus dem Gefängnis frei. Während der Regentschaft von Reza Schah Pahlavi blieb Ebrahim Hakimi der politischen Szene fern und widmete sich der Veröffentlichung eines medizinischen Wörterbuches.
Erst 1942, nach der Abdankung Reza Schahs, nahm Ebrahim Hakimi wieder am politischen Leben des Iran teil und wurde auf Initiative von Premierminister Ahmad Qavams zu einem Minister ohne Geschäftsbereich. Nach dem Ende des Zweiten Weltkriegs wurde Ebrahim Hakimi von Schah Mohammad Reza Pahlavi dem Parlament am 12. Mai 1945 als Premierminister vorgeschlagen. Er verlor aber eine Vertrauensabstimmung am 6. Juni 1945 und musste zurücktreten. Der ihm nachfolgende Premierminister Mohsen Sadr hielt sich ebenfalls nur wenige Monate im Amt. Hakimi wurde am 29. Oktober 1945 ein weiteres Mal Premierminister. Dieses Mal war Hakimi für ganze drei Monate Premierminister. Iran befand sich nach der Weigerung der Sowjetunion, seine im Verlauf der anglo-sowjetischen Invasion 1941 in den Iran einmarschierten Truppen aus dem Norden Irans abzuziehen am Rand eines Bürgerkrieges. Josef Stalin unterstützte die im November 1945 ausgerufene Aserbaidschanische Volksregierung und weigerte sich, Premierminister Hakimi auch nur zu empfangen. Der britische und der amerikanische Botschafter schlug Hakimi vor, eine Kommission mit britischen, amerikanischen, sowjetischen und iranischen Vertretern einzurichten, um die Frage der abtrünnigen Provinzen zu besprechen und im Bedarfsfalle Provinzparlamente einzurichten. Premierminister Hakimi leitete diesen Vorschlag zur Diskussion an den auswärtigen Ausschuss des Parlaments weiter. Zum Leidwesen der westlichen Alliierten wurde der Vorschlag abgelehnt.
Unter dem Druck der von Mohammad Mossadegh angeführten parlamentarischen Opposition musste Hakimi am 20. Januar 1946 zurücktreten. Ahmad Qavam übernahm wieder das Amt des Premierministers. Qavam konnte Stalin zum Preis einer Ölkonzession im Norden des Iran zum Abzug der russischen Truppen bewegen, was dann auch das Ende der separatistischen Bewegung in Aserbaidschan bedeutete. Als Ahmad Qavam am 22. Oktober 1947 den mit der Sowjetunion unterzeichneten Vertrag dem Parlament zur Abstimmung vorlegte, lehnte das Parlament den Vertrag ab. Qavam stellte am 10. Dezember 1947 die Vertrauensfrage. Von den 112 anwesenden Abgeordneten stimmten nur 46 für ihn. Am 21. Dezember kam es zur Abstimmung über den neuen Premierminister. Zur Wahl hatten sich Ebrahim Hakimi und Mohammad Mossadegh gestellt. Hakimi gewann die Abstimmung mit einer Stimme Mehrheit. Dieses Mal sollte er das Amt für sechs Monate bekleiden, bis er von Abdolhossein Hazhir am 13. Juni 1948 abgelöst wurde. Hakimi hatte dem Parlament ein anspruchsvolles Programm für soziale Reformen, einen stabilen Haushalt und einem Sparprogramm vorgelegt, war letztlich aber an der mangelnden Unterstützung der Abgeordneten, die Sparmaßnahmen mitzutragen, gescheitert.
Nach dem Attentat auf Schah Mohammad Reza Pahlavi am 4. Februar 1949 wurde Mohammad Hakimi Mitglied einer neu berufenen verfassungsgebenden Versammlung, die eine Ergänzung zur bestehenden Verfassung ausarbeiten sollte. Ziel dieser Verfassungsänderung sollte eine Stabilisierung der politischen Verhältnisse durch eine Stärkung der Macht des Monarchen sein. Iran hatte in den drei Jahren seit Kriegsende sieben Premierminister erlebt. Die einige politische Konstante war Schah Mohammad Reza Pahlavi. Die bedeutsamste vom Parlament beschlossene Verfassungsänderung war, dass dem Schah das Recht zugestanden wurde, das Parlament aufzulösen und Neuwahlen anzusetzen. Damit war ihm ein politisches Druckmittel in die Hand gegeben, die die Parlamentarier stärker als bisher zu Kompromissen nötigte. Darüber hinaus wurde auf Beschluss des Parlaments endlich die bereits in der Verfassung von 1906 vorgesehene zweite Kammer, der Senat, eingerichtet.
Ebrahim Haikimi wurde Mitglied des Senats und für kurze Zeit dessen Präsident. Ebrahim Hakimi war Mitglied der vom Schah einberufenen beratenden Kommission der 1958 die Frage der Thronfolge und der kinderlosen Ehe des Schahs mit Soraya Esfandiary Bakhtiari zu beraten hatte, und der zum Schluss kam, dass der Mohammad Reza Pahlavi sich scheiden lassen und neu verheiraten müsse, wenn er weiter Schah bleiben wolle.
Ebrahim Hakimi starb am 19. Oktober 1959 im Alter von 91 Jahren.
Ebrahim Hakimi war zweimal verheiratet. Aus der ersten Ehe mit einer Französin ging ein Sohn hervor.